# Plastic Green Head
Plastic Green Head è il sesto album in studio del gruppo musicale doom metal statunitense Trouble, pubblicato nel 1995.

## Tracce
Tutti i brani sono di Eric Wagner, Bruce Franklin e Rick Wartell, tranne dove indicato.
1. Plastic Green Head – 3:35
2. The Eye – 4:20
3. Flowers – 4:20
4. Porpoise Song (Gerry Goffin, Carole King) – 4:42
5. Opium - Eater – 4:25
6. Hear the Earth – 3:59
7. Another Day – 4:53
8. Requiem – 4:53
9. Below Me – 2:44
10. Long Shadows Fall – 3:38
11. Tomorrow Never Knows (John Lennon, Paul McCartney) – 5:23
12. Till the End of Time – 4:09 (bonus track)

## Formazione
- Eric Wagner - voce
- Bruce Franklin - chitarre
- Rick Wartell - chitarre
- Ron Holzner - basso
- Jeff Olson - batteria